# André Gomes
André Filipe Tavares Gomes (* 30. července 1993 Vila Nova de Gaia) je portugalský profesionální fotbalista, který hraje na pozici středního záložníka za francouzský klub LOSC Lille. Mezi lety 2014 a 2018 odehrál také 29 utkání v dresu portugalské reprezentace.

## Klubová kariéra
Hrál tři roky za Benficu Lisabon, kde vyhrál ligu a oba domácí poháry v sezóně 2013/14. V červenci 2014 přestoupil do Valencie. Dne 21. července 2016, FC Barcelona oznámila, že se dohodla s Valencií o přestupu Gomese, za poplatek ve výši 35 milionů €. K jeho soutěžnímu debutu nastoupil 17. srpna, když hrál celých 90 minut a pomohl k vítězství 3:0 v domácím prostředí proti Seville ve španělském superpoháru a asistoval u dvou gólů.

## Reprezentační kariéra
Gomes nastoupil ke 37 zápasům za Portugalsko na všech úrovních mládeže. Reprezentoval národ na Euro 2016, které Portugalci vyhráli.

## Vyznamenání
- komandér Řádu za zásluhy – Portugalsko, 10. července 2016[1]